# Кох, Вильгельм (хирург)
Вильгельм Кох (22 декабря 1842, Данциг — умер после 1901) — немецкий хирург.
Закончил гимназический курс в родном Данциге (ныне польский Гданьск). Интересовался сельским хозяйством, историей и музыкой, изучал медицину и естественные науки в ряде университетов Германии, а также теорию музыки у Морица Гауптмана в Лейпциге.
Участвовал в Австро-прусско-итальянской войне 1866 года и Франко-прусской войне 1870—1871 годов в качестве полевого хирурга. После войны с Австрией опубликовал работу Neue Unterbindungsmethode der Art. anonyma. Путешествовал по Италии и Франции.
С 1874 года профессор в Дерпте, где заведовал хирургической клиникой при Дерптском университете. За успешную деятельность в России в 1897 году был возведён Императором Николаем II в потомственное дворянство.
Его многочисленные журнальные работы и статьи по хирургии и общей патологии печатались в различных немецких специальных журналах. Из его монографий заслуживают внимания: о «сибирской язве», «скорбуте» и «кровоточивости», «врождённых болезнях спинного мозга», напечатанные в немецких хирургических журналах.

## Научные труды
- Untbdg. u. Aneurysm. d. Subclavia (Langenb. Archiv X)
- Schussverletz. vor Metz (Ib. XIII)
- Torsionsbrüche (Ib. XV)
- mit Filehne: Hirnerschütterung (Ib. XVII)
- Theorie der Gelenkneurosen (Virch. A. LXXIII)
- Spina bifida, Schisis. d. Wirbelsäule u. Aehnliches (Cassel)
- Wassersuchten durch Nerveneinflüsse (Antrittsrede Dorpat, 1879)
- Milzbrand u. Rauschbrand (Deutsche Chirurgie IX, 1886)
- Bluterkrankheit in ihren Varianten: Skorbut, Morbus maculosus, Haemophilie etc. (Ib., XII, 1889)
- Verletz. d. art. mammar. Int. (Lang. Arch. XXXVII)
- Arb. d. chirurg. Univ.-Klinik Dorpat (Deutsch. Zeitschr. für Chirurgie von XXXXII an; auch im Sonderdruck Heft 1, 2 etc.)
- Die Entwicklungsgeschichte der Dickdarmbrüche (Zwerchfell-, Nabelschnur-, Leisten- u. Schenkelbruch)
- Eine Theorie der Eingeweidebrüche überhaupt (Leipzig 1899), ausserdem eine ganze Reihe von kleineren Artikeln in der B. K. W., D. m. W., Ctrbl. f. Chir., D. Zeitschr. f. Chir. u. A., sowie zahlreiche unter Koch's Präsidium angefertigte Dissertationen.